# Dmitrij Kugryšev
Dmitrij Dmitrijevič Kugryšev (rusky Дмитрий Дмитриевич Кугрышев;* 18. ledna 1990 Balakovo) je ruský hokejový útočník.

## Osobní život
V červenci 2018 se oženil s ruskou gymnastkou Janou Kudrjavcevovou. V prosinci téhož roku se jim narodila dcera Eva. Druhá dcera Zoja přišla na svět v srpnu 2020.

## Hráčská kariéra

### Začátky
První hokejové krůčky začínal v jeho rodném městě v hokejovém klubu Romantik Balakovo. Juniorskou část své kariéry hrával již v profesionálním klubu CSKA Moskva, ve kterém dostal v ročníku 2007/08 prostor mezi dospělými hráči, jednalo se však o druhé mužstvo hrající až třeti nejvyšší soutěž. Byl stály člen ruské mládežnické reprezentace, v kategorii do 18 let hrával v roce 2007 a 2008 mistrovství světa, ve které získali zlato a stříbro. Za juniorskou reprezentaci hrával ve 2008 a 2009, ve kterém byli dvakrát bronzoví v mistrovství světa juniorů. V létě 2008 byl nejprve draftován do juniorské soutěže CHL a to hned v 1. kole (celkově 26.) týmem Québec Remparts. Později byl vybrán draftem z NHL ve 2. kole (celkově 58.) týmem Washington Capitals. Po draftu zůstal v zámoří, kde odehrál dvě sezóny v lize QMJHL za tým Québec Remparts, kteří si ho vybrali v draftu. V první sezóně se stal nejlepším nahrávačem a druhým nejlepším hráčem v kanadském bodování v týmu a dokonce vyhrál trofej Michel Bergeron Trophy. Ve druhé sezóně se stal již nejlepším hráčem týmu.

### AHL/ECHL
Po juniorské části své kariéry se posunul dál mezi dospělé, první profesionální smlouvu podepsal 9. března 2010 s klubem Washington Capitals, dohodli se na tříleté smlouvě. Do hlavní sestavy Caps se nevešel, proto byl přemístěn na jejich farmu hrající ligu AHL, přesněji do Hershey Bears. Jeho oblíbené číslo dresu měl již zamluvené navrátilec Brian Willsie, vybral jsi tak číslo 15. 9. října 2010 odehrál premiérový zápas v zámoří mezi dospělé, v zápase proti klubu Wilkes-Barre/Scranton Penguins nebodoval, vstřelil jednou na brankáře Bradna Thiessena a získal jeden záporný bod za pobyt na ledě. Zápas skončil 3:4 po samostatných nájezdech. V sedmém utkáni v AHL jsi konečně připsal první bod v AHL, 30. října 2010 opět proti Wilkes-Barre/Scranton Penguins. Začátkem listopadu byl přesunut na druhou farmu Caps v South Carolina Stingrays hrající nižší zámořskou soutěž ECHL. Opět jeho číslo 18 bylo zabrané, tak jsi vybral číslo 10. Za Stingrays odehrál pouze tři zápasy, hned v prvním zápase přihrál na gól, a pomohl k výhře 5:3 proti týmu Florida Everblades. Poté se přesunul již na stálo k Hershey Bears. Až v šestnáctém zápase vstřelil svůj první gól v soutěži AHL, v průběhu zápasů proti Adirondack Phantoms, střídal tým po druhé inkasované brance brankáře švédského brankáře Johana Backlunda, místo něho šel do brány náhradník Nick Riopel. Po uplynutí 21 sekund obdržel brankář gól právě od Kugryševa. Zápas nakonec skončil 4:0. Během sezony nakonec Kugryšev vstřelil v soutěži pouhých šest branek a na dalších 8 přihrál.

### Návrat do Ruska
Po nevydařené sezoně v zámoří se rozhodl vrátit se do vlasti, i když měl platnou smlouvu ve Washingtonu. 1. září 2009 se upsal na dva roky týmu HC CSKA Moskva, ve kterém působil. Své oblíbené číslo 18 začal opět nosit. Začátky v KHL nebyl tak produktivní, tak byl posílán do mládežnické hokejové ligy, za Krasnaja Armija se mu produktivně dařilo a měl vyšší průměr bodů za zápas. Druhá sezona v KHL byla pro něho produktivně ještě horší než ta první, vstřelil pouze jednu branku z 34 odehraných zápasů v základní části. 1. května 2013 byl vyměněn společně se spoluhráčem Igorem Ožiganovem do týmu HK Sibir Novosibirsk za obránce Nikita Zajcev, kromě toho Novosibirsk obdržel ještě finanční odstupné. V novém působišti produktivně ožil, s bilancí patnácti branek i asistencí se stal třetím nejproduktivnějším hráčem a druhým nejlepším nahrávačem klubu. Za dobré výkony byl dokonce nominován na přípravné zápasy Ruské reprezentace. Následující sezonu zlepšil svou produktivitu o šestnáct bodů a stal se tak lídrem bodování klubu. Zasáhl taktéž v reprezentačním turnaji Euro Hockey Tour. V létě 2015 byl zpátky vyměněn do CSKA Moskvy, opět se spoluhráčem Igorem Ožiganovem za útočníka Damira Žafjarova. Již třetí návrat do CSKA Moskvy, produktivně klesl oproti loňské sezoně a v týmu působí jako průměrný hráč. Klesající se s produktivitou zaznamenal i v ročníku 2016/17, ve které zaznamenal dvanáct branek a třináct asistencí. I přes klesající se produktivitou, odehrál tři přípravné zápasy za Ruskou reprezentaci. Na začátku května 2017 byl spolu se Semjonem Košelevem vyměnění do Avangard Omsk za útočníka Antona Burdasova. V Avangardu konečně zastavil svou klesající produktivitu a srovnal tak bodování z minulé sezony. Tím si ale nezajistil smlouvu na následující ročník, stal se tak volným hráčem. Hned první den po otevření trhu s volnými hráči, se dohodl na jednoleté smlouvě se Salavat Julajev Ufa. V Ufě se potkal právě s Antonem Burdasovem, kteří byli obchodování před sezonou 2017/18.

## Ocenění a úspěchy
- 2009 CHL - All-Rookie Tým
- 2009 QMJHL - All-Rookie Tým
- 2009 QMJHL - Nejvíce vstřelených gólů jako nováček
- 2009 QMJHL - Nejvíce získaných bodů jako nováček
- 2009 QMJHL - Michel Bergeron Trophy
- 2015 KHL - Utkání hvězd
- 2015 KHL - Útočník měsíce prosince 2014

## Prvenství

### AHL
- Debut - 9. října 2010 (Hershey Bears proti Wilkes-Barre/Scranton Penguins)
- První asistence - 30. října 2010 (Wilkes-Barre/Scranton Penguins proti Hershey Bears)
- První gól - 27. listopadu 2010 (Adirondack Phantoms proti Hershey Bears, kanadskému brankáři Nicku Riopelovi)

### KHL
- Debut - 17. září 2011 (SKA Petrohrad proti CSKA Moskva)
- První asistence - 23. září 2011 (CSKA Moskva proti Lev Poprad)
- První gól - 2. října 2011 (CSKA Moskva proti HK Sibir Novosibirsk, rakouskému brankáři Berndu Brucklerovi)

## Klubová statistika
| Sezóna         | Klub                      | Soutěž         |     | Základní část | Základní část | Základní část | Základní část | Základní část |    | Play off | Play off | Play off | Play off | Play off |
| Sezóna         | Klub                      | Soutěž         | Z   | G             | A             | B             | TM            | Z             | G  | A        | B        | TM       |          |          |
| 2007–08        | CSKA Moskva 2             | 3.RSL          | 35  | 29            | 29            | 58            | 16            | 7             | 5  | 6        | 11       | 6        |          |          |
| 2008–09        | Québec Remparts           | QMJHL          | 57  | 34            | 40            | 74            | 38            | —             | —  | —        | —        | —        |          |          |
| 2009–10        | Québec Remparts           | QMJHL          | 66  | 29            | 58            | 87            | 52            | 9             | 4  | 6        | 10       | 8        |          |          |
| 2010–11        | Hershey Bears             | AHL            | 64  | 6             | 8             | 14            | 10            | —             | —  | —        | —        | —        |          |          |
| 2010–11        | South Carolina Stingrays  | ECHL           | 3   | 0             | 1             | 1             | 2             | —             | —  | —        | —        | —        |          |          |
| 2011–12        | CSKA Moskva               | KHL            | 41  | 4             | 5             | 9             | 24            | 2             | 0  | 0        | 0        | 0        |          |          |
| 2011–12        | Krasnaja Armija           | MHL            | 10  | 7             | 6             | 13            | 6             | 13            | 12 | 6        | 18       | 26       |          |          |
| 2012–13        | CSKA Moskva               | KHL            | 34  | 1             | 5             | 6             | 6             | 7             | 1  | 2        | 3        | 2        |          |          |
| 2013–14        | HK Sibir Novosibirsk      | KHL            | 54  | 15            | 15            | 30            | 34            | 10            | 3  | 3        | 6        | 0        |          |          |
| 2014–15        | HK Sibir Novosibirsk      | KHL            | 49  | 17            | 29            | 46            | 51            | 16            | 2  | 6        | 8        | 2        |          |          |
| 2015–16        | CSKA Moskva               | KHL            | 57  | 16            | 18            | 34            | 16            | 6             | 1  | 0        | 1        | 0        |          |          |
| 2016–17        | CSKA Moskva               | KHL            | 52  | 12            | 13            | 25            | 12            | 2             | 0  | 1        | 1        | 0        |          |          |
| 2017–18        | Avangard Omsk             | KHL            | 50  | 11            | 14            | 25            | 10            | 7             | 2  | 2        | 4        | 2        |          |          |
| 2018–19        | Salavat Julajev Ufa       | KHL            | 58  | 16            | 16            | 32            | 2             | 17            | 1  | 6        | 7        | 10       |          |          |
| 2019–20        | Salavat Julajev Ufa       | KHL            | 58  | 15            | 19            | 34            | 8             | 6             | 2  | 2        | 4        | 2        |          |          |
| 2020–21        | Salavat Julajev Ufa       | KHL            | 57  | 9             | 22            | 31            | 43            | 9             | 1  | 0        | 1        | 2        |          |          |
| 2021–22        | HK Spartak Moskva         | KHL            | 42  | 4             | 13            | 17            | 8             | 5             | 1  | 0        | 1        | 2        |          |          |
| 2022–23        | HK Spartak Moskva         | KHL            | 17  | 2             | 1             | 3             | 2             | —             | —  | —        | —        | —        |          |          |
| 2022–23        | HK Viťaz Moskevská oblast | KHL            | 32  | 5             | 6             | 11            | 14            | 5             | 0  | 0        | 0        | 0        |          |          |
| 2023–24        | HK Lada Togliatti         | KHL            | 67  | 13            | 19            | 32            | 18            | 5             | 0  | 2        | 2        | 0        |          |          |
| 2024–25        | HK Lada Togliatti         | KHL            | 65  | 13            | 21            | 34            | 14            | —             | —  | —        | —        | —        |          |          |
| Celkem v QMJHL | Celkem v QMJHL            | Celkem v QMJHL | 123 | 63            | 98            | 161           | 90            | 9             | 4  | 6        | 10       | 8        |          |          |
| Celkem v KHL   | Celkem v KHL              | Celkem v KHL   | 733 | 153           | 216           | 369           | 262           | 97            | 14 | 24       | 38       | 22       |          |          |

## Reprezentace
| Rok            | Tým            | Soutěž         | Z  | G | A | B | TM |
| -------------- | -------------- | -------------- | -- | - | - | - | -- |
| 2007           | Rusko 18       | MS-18          | 7  | 2 | 4 | 6 | 4  |
| 2008           | Rusko 18       | MS-18          | 3  | 1 | 2 | 3 | 4  |
| 2008           | Rusko 20       | MSJ            | 7  | 1 | 3 | 4 | 4  |
| 2009           | Rusko 20       | MSJ            | 7  | 1 | 1 | 2 | 6  |
| Celkem v MS-18 | Celkem v MS-18 | Celkem v MS-18 | 10 | 4 | 5 | 9 | 8  |
| Celkem v MSJ   | Celkem v MSJ   | Celkem v MSJ   | 14 | 2 | 4 | 6 | 10 |